# Айзикович, Марк Львович
Марк Львович Айзикович (21 июля 1946, Полтава — 17 марта 2013, Берлин) — советский и музыкант, певец, актёр, композитор, художественный руководитель (с 1983 года) и солист легендарного ВИА «Фестиваль», с 1991 года — руководитель «Театра еврейской песни» в Берлине. В 2005 году получил звание «Человек года»[неизвестный термин] в Нью-Йорке. В 2010 году был отмечен правительством Германии наградой за активную работу по интеграции.

## Биография
Родился в еврейской семье мясника, державшего ряд на продуктовом рынке. В школьные годы занимался в одном из лучших в Советском Союзе Театре юношеского творчества (ТЮТ). Уже тогда хорошо пел, а на сцене ему доводилось играть исключительно принцев.
В 1970 году окончил Харьковский институт искусств по специальностям «актёрское мастерство» и «вокал», работал в Днепропетровском театре. В 1973 году уехал работать актёром — режиссёром на Сахалин, пел в ресторане «Прибой».
В 1976 году стал вокалистом полтавского фольклорного рок-ансамбля «Краяне»; в ноябре 1977 года на его базе совместно с композитором Максимом Дунаевским создал ВИА «Фестиваль». С тех пор музыканты ансамбля «Фестиваль» записали инструментальную музыку к 36 легендарным фильмам и мультфильмам: таким как «Д’Артаньян и три мушкетёра», «Ах, водевиль, водевиль…», «Летучий корабль», «Проданный смех», «Куда он денется!», «Семь счастливых нот», «Трест, который лопнул», «Маленькое одолжение», «Остров сокровищ» и другие. На гастролях с ансамблем выступали Михаил Боярский, Николай Караченцов, Павел Смеян, Жанна Рождественская, Людмила Ларина, Ирина Понаровская.
В 1990 году, после распада группы, Айзикович уехал в Германию. Начало его зарубежной карьеры положило знакомство Айзиковича с немецким исполнителем песен на идише Карстеном Тройке, который пригласил Марка, который был носителем этого языка, но никогда до того не сталкивался профессионально с еврейским фольклором, в свою программу. Спустя несколько лет Айзикович уже выступал с собственными сольными концертами; стал автором музыки более, чем к 20 фильмам и музыкальным спектаклям. В Германии Айзикович снялся в шести художественных фильмах, сыграл около десятка ролей на театральной сцене, записал 11 компакт-дисков с еврейскими песнями и подготовил семь концертных программ. В 1991 году создал и возглавил в Берлине «Театр еврейской песни», с которым объездил почти всю Европу. За десять лет в театре сыграли 12 премьер — «Тевье-молочник» Шолом-Алейхема, «Иов» по роману И. Рота, «Мегилу» И. Мангера, «Хумешлидер» М. Сафира, а также современные произведения.
Скончался 17 марта 2013 года в Берлине от онкологического заболевания.

## Фильмография

### Роли в кино
- 1981 — «Куда он денется!» — участник вокально-инструментального ансамбля, аккомпанирующего герою Михаила Боярского в песнях «Остановись!» и «Городские цветы»
- 1981 — «Семь счастливых нот» — эпизод
- 1981 — «Проданный смех» — Человек из свиты барона Треча
- 1999 — «Неблагоприятный случай» (Германия)
- 2003 — «Бабий Яр» — Кантор

### Вокал
- 1979 — «Летучий корабль» — вокальная партия Полкана в «Песне о мечте»[8]

## Аудиопостановки
- 1982 — «Летучий корабль» (винил) — Полкан
- 1983 — «Три мушкетёра» (винил) — Портос[9][10][11]

## Дискография
- 1993 год — «Der Fremde», (CD)
- 1996 год — «Jedeach Bridelach», (CD)
- 1999 год — «Российские и украинские песни», (CD)
- 2001 год — «In jiddischn wort» (CD)
- 2007 год — «Nisht Geshtojgn, Nisht Geflojgn», (CD)
- 2009 год — «A Spil af Yiddish», (CD)[12]

## Известные песни в исполнении М. Айзиковича
- «Баллада об опасной дороге» (музыка Максима Дунаевского, слова Юрия Ряшенцева)
- «Листья жгут» (музыка Максима Дунаевского, слова Наума Олева)
- «Венецианский музыкант» (музыка и слова Константина Никольского)
- «Монолог нужного человека» (музыка Лоры Квинт, слова Владимира Аленикова)
- «Не судьба!» (музыка Дмитрия Данина, слова Наума Олева)